# 金賢姫
金 賢姫（キム・ヒョンヒ、朝: 김현희、1962年1月27日 - ）は、朝鮮民主主義人民共和国（北朝鮮）の工作員。1987年の大韓航空機爆破事件の実行犯として死刑判決が確定していたが、後に特赦されている。

## 人物
平壌で官僚の娘として生まれ、4歳までキューバで過ごす。母親は日本統治時代の朝鮮半島中部・開城市の出身。9歳ごろから北朝鮮の映画などに女優として出演。
「李恩恵」と呼ばれる女性（日本から拉致された田口八重子とみられている）に、1981年7月から1983年3月まで東北里2階3号招待所で日本語教育を受け、大韓航空機爆破事件の際には「蜂谷 真由美（はちや まゆみ）」という名の日本人になりすました。
事件後に、現地バーレーンの警察に逮捕される直前、「蜂谷 真一（はちや しんいち）」という名で日本国旅券の日本人に背乗りしていた、共犯の金勝一（キム・スンイル、김승일）と共に、喫煙するふりをして服毒自殺を図るが、死亡した金勝一に対して金賢姫は一命を取りとめた。
事件後、大韓民国国家安全企画部（現・大韓民国国家情報院）に引き渡され、捜査官に尋問される際も、日本語や中国語で返答していた。取調べの際、暴力を振るわれたり拷問を受けたり、最悪の場合は死をも覚悟していたが、そのようなことは全くなかった。連日繰り返される綿密な事情聴取の中で、日本人や中国人であるとする主張の数々の矛盾点を指摘された上、「日本に住んでいた時に使っていたテレビのメーカーは？」という質問に、日本や中国出身者ならば答えないであろう北朝鮮ブランド「チンダルレ」(カラムラサキツツジ)と答えて、捜査員に見破られる。
捜査員に夜のソウル市街へ連れ出された際、北朝鮮で受けた説明とは全く異なる繁栄ぶりや、誰にも気兼ねせずに政治家の不平不満を口にする一般市民の姿に驚愕し、女性捜査員と風呂での入浴中に、熱湯をかけられる不意打ちを喰らい、咄嗟に出た朝鮮語により、結局は隠し切れずに自白した。なお、自著で、当時でも西側では当たり前だった拡大コピーや縮小コピーに驚愕し、西側の科学力に驚いた旨のことが記されている。自白後、聖書を通してイエス・キリストを知り、ソウルの汝矣島（ヨイド）にある中央浸礼教会で受浸、クリスチャンになった。
北朝鮮で日本語教育を受けた経験から日本語が堪能。北朝鮮で李恩恵と共に暮らし、日本の文化や習慣、和食などを習得した。
北朝鮮による日本人拉致問題について「田口八重子さんは生きている」「横田めぐみさんが自殺したとは考えられない」と発言している。

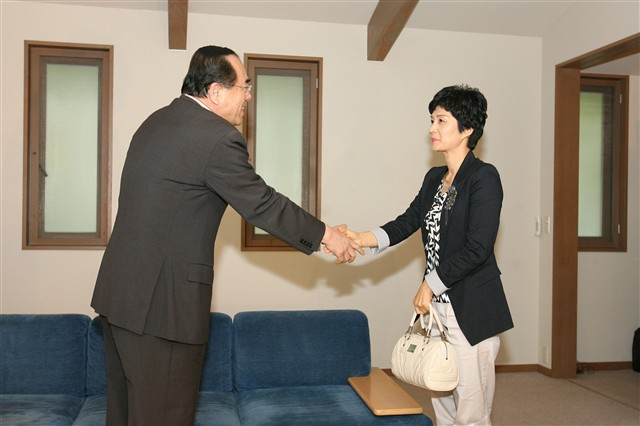
中井洽拉致問題担当大臣と
（2010年7月20日）

2010年2月、日本政府は金賢姫を日本へ招聘する考えを表明。7月20日早朝、日本政府のチャーター機で訪日が実現。23日に韓国へ帰国した。21日、22日に横田滋ら拉致被害者家族と面会した。滞在の場所として、鳩山由紀夫元首相の軽井沢別荘が、警備上等の理由で選ばれている。日本政府は元来、死刑囚や懲役5年以上の刑を受けた外国人の日本への入国は出入国管理及び難民認定法の規定で認めていないが、千葉景子法相が、出入国管理及び難民認定法12条の特例条項を適用して日本への入国を認め、日本警察も旅券法違反容疑による事情聴取を来日中は見送った。
この訪日に関して超法規的措置判断での入国手続きやヘリコプターによる遊覧飛行などの国賓待遇に非難の声が強まった。中井洽拉致問題担当相は、遊覧飛行は韓国側の要請によって行われたと主張したが、韓国国家情報院は韓国側から要望した事実はないと否定している。

## 家族
本貫は慶州金氏。
父：金 元錫（キム・ウォンソク、김원석）- 元・外交官。大韓航空機爆破事件当時はアンゴラに駐在していたとの報道があったが、アンゴラ政府は該当する人物はいないと述べている。
母：林 明植（リム・ミョンシク、림명식）- 開城出身（朝鮮戦争以前は韓国領）であることを隠していた。年頃の娘が工作員として召喚されたため、何年間も会えないこと、婚期を逃がすのではないかということを悩んでいた。キリスト教の信仰をひそかに持っていた。
妹：金 賢玉（キム・ヒョノク、김현옥）- 結婚していたが、夫は心臓麻痺で死亡。
弟：金 賢洙（キム・ヒョンス、김현수）
弟：金 範洙（キム・ポムス、김범수）- 皮膚がんにより15歳で死亡している。

## 来歴
特赦までの来歴は『北朝鮮女秘密工作員の告白』、『金賢姫全告白 いま、女として』による。
- 1962年1月27日 - キューバ駐在の北朝鮮大使館三等書記官の父と教師の母との長女として平壌市東大院（トンデウォン）区域東新（トンシン）洞で生まれ、生後間もなく父の赴任先であるキューバへ行きハバナで暮らす。4歳の時に北朝鮮に帰国。
- 1968年9月 - 平壌西城（ソソン）区域下新（ハシン）洞の下新人民学校（小学校）に入学する。なお人民学校は4年制で、満6歳で入学する。3年生のとき映画「社会主義の祖国を訪ねた英秀（ヨンス）と栄玉（ヨンオク）」に出演。
- 1972年9月 - 平壌の5年制の中新（チュンシン）中学校に入学。1年生のとき映画「娘の心（娘の心情）」に出演。
- 1972年11月2日 - 平壌近郊のヘリコプター発着場にて韓国代表団の張基栄に花束を贈る。このとき、日本共産党機関紙「赤旗」の萩原遼特派員が写真を撮っていた。その後、大韓航空機爆破事件のあと、日本共産党発行の雑誌『グラフこんにちは』に掲載[1][2][5]、その後大月書店発行の萩原の著書『ソウルと平壌』に収録。
- 1977年9月 - 金日成総合大学生物学部に入学。予科1年を修了。
- 1978年9月 - 平壌外国語大学日本語科に入学。
- 1980年3月 - 朝鮮労働党中央委員会調査部工作員として召還され､金淑姫と組になる。金賢姫は金玉花（金玉華）との偽名を与えられる。
- 1980年4月 - 1981年4月 朝鮮労働党作戦部に属する金正日政治軍事大学工作員速成情報クラスに入学。
- 1981年4月 - 7月 韓国化教育を受ける。
- 1981年7月 - 1983年3月 東北里2階3号の招待所で、李恩恵から日本語教育を受ける。
- 1982年4月 - 朝鮮労働党に入党。
- 1983年3月中旬 - 1986年7月　ヨンソン地区ヨングン洞所在ヨンソン40号招待所にて､李指導員からスパイ実務教育を受ける｡
- 1984年8月15日 - 10月　金勝一、張指導員と初めての実際の任務につく。日本の蜂谷真一、蜂谷真由美の親子の偽名と偽造日本国旅券を使用した。モスクワ・ブダペスト・ウィーン・コペンハーゲン・フランクフルト・チューリッヒ・ジュネーヴ・パリを経て、9月20日に金賢姫はバンコク・香港・マカオに向かった。金勝一は､ソウルに向かい、9月26日以降にマカオで再び合流、中国・広州へ渡り、北京を経て平壌に帰国した。このときの任務は不明だが、9月25日に韓国の大邱（テグ）で殺人事件と北朝鮮工作員の自殺事件があったことが述べられている。
- 1985年1月 - 6月　龍城（ヨンソン／リヨンソン）5号招待所にて、金淑姫、成仁愛と中国人化教育をうける。
- 1985年7月 - 1986年6月　広州にて､朴昌海（ボク・チャンヘ）の指導のもと海外語学実習。
- 1986年8月 - 1987年1月　マカオのミョンジュンデ・アパート1号棟3階A号室にて金淑姫と自炊生活。
- 1987年2月 - 9月　平壌ヨンソン43号工作員招待所にて再武装教育。
- 1987年9月 - 10月　マカオの永住権を取得するために待機。

　（以下の破壊工作については大韓航空機爆破事件に詳細あり）
- 1987年10月4日 - マカオから平壌に緊急指令にて帰国。李対外情報調査部長から「88（パルパル）」（ソウルオリンピック）を妨害するために､金勝一と共に韓国の飛行機を落とす任務を与えられる。攻撃目標は「11月28日のバグダッド発アブダビ経由ソウル行き、南朝鮮の大韓航空858便だ」と告げられる。金勝一は、中東ではイラン・イラク戦争が進行中だから空港の検問・捜査が厳しい、と異議を唱えたが、金正日の自筆承認計画で変更できない、と告げられたとされる。
- 1987年11月29日 - 平壌の順安飛行場から、モスクワ・オーストリア・ベオグラードを経てバグダッドに到着し、ここからKAL858号機に乗り込んだ。アブダビでAM/FMラジオ（実際にラジオとして動作する）に偽装した時限爆弾と、酒瓶に詰めた液体爆弾を青のビニール製ショッピングバッグに詰め、座席 (7B、7C) の上の棚に置いたまま二人は飛行機を降り、バーレーンに向かう。
- 1987年11月29日 - KAL858号機ビルマ上空で失踪。アブダビで大韓航空機から降りた搭乗者の名簿を韓国の国家安全企画部がチェックした結果、不審な日本人2名の名前が浮かぶ。日本の警察に照会した結果、女の日本国旅券が偽造であることが発覚する。
- 1987年12月1日 - バーレーン空港での出国手続き時、日本国旅券を偽造した容疑で、金賢姫が現地警察に逮捕される。二人とも、いずれ日本に連行されれば拷問されて殺されると考えていたため、金賢姫はマールボロに隠された青酸系毒薬のアンプルを、警官からひったくって自殺を図ったが、警官のハッサンがとびかかったため、完全に噛み砕けなかった。青酸ガスのため気を失って倒れたが、3日後に息を吹き返し一命をとりとめた。またこのとき膝を怪我した。一方、金勝一は金賢姫が騒ぎを起こしている間に青酸系毒薬を服毒し死亡した。
- 1987年12月15日 - 韓国・ソウルに移送された。
- 1987年12月23日 - 当初、日本に住んでいた中国人であるとして、日本語や中国語を話し、供述を拒んでいたが、捜査官に見破られ朝鮮語で事件の自供を始める。
- 1989年 - 死刑判決が確定したが、翌1990年に韓国大統領・盧泰愚によって特赦される。
  - 特赦後、外交官だった実父を含む家族が強制収容所に収容されたことを知る。
- 1990年7月21日 - 韓国に住む南北分断家族である親戚と会う。
- 1997年 - 日本テレビのスペシャル番組『あの人は今!?』に出演。市川森一にコロッケなどをご馳走した。
- 1997年 - 自身を取り調べた捜査官であり、その後ボディーガードを務めた元国家安全企画部の部員の韓国人男性と結婚した[6]。その後名前を変え、男児を出産し、ソウル市内で普通の主婦として暮らしているとされた。
- 1998年 - 金大中政権が誕生。以降2期10年に渡って親北政権・太陽政策が続き、親北ムードに沸く韓国世論にも押され、逃亡に近い生活を余儀なくされる。2005年には後述の通り、事件は韓国の国家安全企画部（現・国家情報院）が仕組んだ謀略ではないのかという疑惑が浮上し、これについて2005年2月、国家情報院の「過去事件の真実究明をとおした発展委員会」が事件の再捜査を決定。証人として金賢姫が証言する事になったが、実際には一度も召喚されなかったため、証言は一切行われなかった。後に国家情報院は、「政治的に利用されたのは事実であるが、事件自体は真実である」という調査結果を発表している。
- 2007年 - アメリカに向けて、亡命のために出国したとの情報が流れる。大韓民国政府並びに韓国のアメリカ大使館はこの情報を否定。
- 2009年1月 - 表舞台から姿を消して以来2年ぶりに、『月刊朝鮮』元編集長で編集委員、現在は「趙甲済ドットコム」を主宰する趙甲済との単独インタビューに応じていたことが判明。これにより韓国内で健在である事が確認される。内容は同誌2月号にも掲載された。
- 2009年3月11日 - 日本人拉致被害者の田口八重子の長男・飯塚耕一郎らと釜山のBEXCOで面会。1997年の結婚後約12年ぶりに公の場に現れる。この面会は、拉致被害者家族会から外務省への面会要請を受けて日韓両政府が仲介し、実現した。
- 2010年7月20日 - 大韓航空機爆破事件以来、初めて韓国を出国し、訪日。

## 疑惑
事件直後から、北朝鮮当局により「韓国情報機関による謀略」であるとの説がさかんに喧伝された。韓国人労働者の乗った飛行機を爆破して、北朝鮮にいったい何の得があるのかと考える人びとは、謀略説を支持した。
日本人ジャーナリストの野田峯雄も事件直後、バーレーンの病院で担当医師から「金勝一は瀕死の状態だったが、金賢姫には何の異常もみられなかった」との証言を得たとして、金賢姫は本当に北朝鮮の工作員なのかと問いかけた『破壊工作―大韓航空機爆破事件、葬られたスパイたちの肖像』（JICC出版局）を1990年に発表している。このノンフィクションを参考にして韓国の作家が2003年、事件は韓国の国家安全企画部（現・国家情報院）が仕組んだ謀略ではないのかという疑問を呈した小説『背後』を発表、韓国でベストセラーとなった。
ただし、野田の主張については、金賢姫が毒物アンプルを噛んだ際にバーレーンの空港の警官が直ちに吐き出させているとの反証がある。
また、肝心の北朝鮮国内では、李英和が平壌留学していた1991年、李が知人から「あの娘はどうなったか。死刑になったか」と金賢姫の安否を聞かれたことがあるという。「死刑判決が下りたが、恩赦で釈放された」と李が答えると、彼は落ち着いて「小さな頃から気立てが良くて、器量良しな娘だった。せっかくうまく任務をやり遂げたのに、捕まってかわいそうに」と語ったという。金賢姫を実際に知る人からすれば、謀略説はナンセンスだということになる。

## 著書
印税は航空機事故の被害者家族の補償に充てるとしている。
- 『いま、女として- 金賢姫全告白（英語版）』池田菊敏訳 文藝春秋 1991年10月 のち文庫
- 『愛を感じるとき』池田菊敏訳 文藝春秋 1992年12月 のち文庫
- 『忘れられない女（ひと）- 李恩恵先生との二十ヵ月』池田菊敏訳 文藝春秋 1995年6月 のち文庫

### 翻訳
- 宮本輝『彗星物語』朝鮮語版　1993年

## 関連作品

### ビデオソフト
- 『真由美／政治犯・金賢姫 - 犯罪史上衝撃の大韓航空858便爆破事件』 ASIN B00005H7MM （1990年の韓国映画、日本版ソフトはダイジェスト版？申相玉監督。ただし、爆破された飛行機がボーイング707-320Bであるのに、エアバスA300になっている等、考証ミスがいくつかある。）
- 『金賢姫 私と北朝鮮』 文藝春秋 1994年5月 ISBN 4-16-911313-6
- 『金賢姫 北朝鮮を語る』 文藝春秋 1996年5月 ISBN 4-16-911320-9

### 書籍
- 徐鉉佑『背後 - 金賢姫の真実』金載協訳、幻冬舎、2004年6月 ISBN 4-344-00626-7
- 趙甲済『北朝鮮女秘密工作員の告白』池田菊敏訳、徳間文庫、1997年11月 ISBN 4-19-890788-9

### テレビドラマ
- 『緊急スペシャル　追跡・蜂谷真由美　大韓航空機事故検証ドキュメンタリー　蜂谷真由美、真一2人の足どり』テレビ朝日 1988年4月7日[8][9]
- 『真実の完全再現ドラマ　金賢姫キム・ヒョンヒ大韓航空機爆破事件－北朝鮮のシナリオ』日本テレビ 2003年4月1日[10]
- 『緊急SP!!世界を股にかけた女スパイ金賢姫　17年目の真実』テレビ朝日 2004年3月23日[11]
- 土曜プレミアム特別企画『大韓航空機爆破事件から20年 金賢姫を捕らえた男たち 〜封印された3日間〜』フジテレビ　2007年12月15日放送、演：美元[12]
- 『大韓航空機爆破23年目の真実～独占・金賢姫11時間の告白＆完全再現ドラマ・私はこうして女テロリストになった』TBS　2010年12月13日放送[13][14]

### 映画
- 『めぐみへの誓い』2020年、演：小林麗菜

### 音楽
- RCサクセション「シークレット・エージェント・マン」 - ジョニー・リヴァースのカヴァーで、日本語詞は大韓航空機爆破事件を思わせる工作員をテーマにしたもの。曲のイントロとエンディングに金賢姫の実際の記者会見音声が使用されている。カヴァーアルバム『COVERS』収録。
- 尾崎豊「銃声の証明」 - 金賢姫をモデルにした曲。5thアルバム『誕生』収録。